# Морі Масаюкі (актор)
Масаюкі Морі (яп. 森 雅之, Mori Masayuki, 13 січня 1911, Саппоро, Хоккайдо, Японія — 7 жовтня 1973, Токіо, Японія) — японський театральний та кіноактор.

## Біографія
Масаюкі Морі народився 13 січня 1911 року в Саппоро, Японія. Його батько — відомий письменник Такео Арісіма. Навчався в університеті Кіото; акторську кар'єру почав на театральній сцені.
Масаюкі Морі знімався у фільмах Акіри Куросави, включаючи «Рашьомон» (1950) та «Ідіот» (1951). Також у нього були ролі в кінороботах Кендзі Мідзогуті «Казки туманного місяця після дощу» (1953), Мікіо Нарусі — «Хмари, що пливуть» (1955) та «Коли жінка піднімається сходами». Знімався також у таких відомих японських режисерів, як Хейноске Госьо, Кон Ітікава та інших.
Масаюкі Морі помер від раку 7 жовтня 1973 року в Токіо, у віці 62 років.

## Фільмографія (вибіркова)
| Рік  |   | Українська назва                  | Оригінальна назва                                | Роль                                        |
| ---- | - | --------------------------------- | ------------------------------------------------ | ------------------------------------------- |
| 1945 | ф | Ті, що йдуть по хвосту тигра      | 虎の尾を踏む男達, Tora no o wo fumu otokotachi   | Камеї                                       |
| 1945 | ф | Геній дзюдо II                    | 續姿三四郎, Zoku Sugata Sanshirô                 | Йошима Дан                                  |
| 1946 | ф | Ті, що творять завтрашній день    | Asu o tsukuru hitobito                           | Сейдзо Горі, водій                          |
| 1947 | ф | Бал у будинку Андзьо              | 安城家の舞踏会, Anjô-ke no butôkai               |                                             |
| 1948 | ф | Блискучі дні нашого життя         | Waga shogai no kagayakeru hi                     |                                             |
| 1949 | ф | Дірявий барабан                   | Yabure-daiko                                     | Таро                                        |
| 1950 | ф | Рашьомон                          | 羅生門, Rashômon                                 | Такеніро Канадзава                          |
| 1951 | ф | Дама з Мусасіно                   | Musashino fujin                                  | Тадао Акіяма                                |
| 1951 | ф | Добра чарівниця                   | Zen-ma                                           | Йошіо Наканума                              |
| 1951 | ф | Ідіот                             | 白痴, Hakuchi                                    | Кіндзі Камеда                               |
| 1953 | ф | Любовні листи                     | Koibumi                                          | Рейкічі Маюмі                               |
| 1953 | ф | Казки туманного місяця після дощу | 雨月物語, Ugetsu monogatari                      | Ґендзюро                                    |
| 1954 | ф | Хмари, що пливуть                 | 浮雲, Ukigumo                                    | Кенго Томіока                               |
| 1955 | ф | Принцеса Ян Гуй Фей               | 楊貴妃, Yôkihi                                   | імператор Сюань Цзонг                       |
| 1955 | ф | Серце                             | Kokoro                                           | Нобучі                                      |
| 1957 | ф | Поминальна пісня                  | 挽歌, Banka                                      |                                             |
| 1957 | ф | Невгомонна                        | Arakure                                          |                                             |
| 1960 | ф | Дочки, дружини, матері            | Musume tsuma haha                                | Юічіро Саканіші, старший син                |
| 1960 | ф | Коли жінка піднімається сходами   | 女が階段を上る時, Onna ga kaidan wo agaru toki   | Нобухіко Фудзісакі                          |
| 1960 | ф | Молодший брат                     | Otôto                                            | батько                                      |
| 1960 | ф | Погані сплять спокійно            | 悪い奴ほどよく眠る, Warui yatsu hodo yoku nemuru | віце-президент публічної корпорації Івабучі |
| 1963 | ф | Самостійно через Тихий океан      | 太平洋ひとりぼっち, Taiheiyô hitoribocchi        | батько молодих                              |
| 1963 | ф | Повість про жорстокий Бусідо      | Bushidô zankoku monogatari                       | лорд Тамбанокамі Мунемса Горі               |
| 1968 | ф | Адмірал Ямамото                   | Rengô kantai shirei chôkan: Yamamoto Isoroku     | Прем'єр-міністр Коное                       |
| 1970 | ф | Затоїчі і свято фейєрверків       | Zatôichi abare-himatsuri                         | Темний лорд Ямікубо                         |

## Визнання
| Нагороди та номінації Масаюкі Морі | Нагороди та номінації Масаюкі Морі | Нагороди та номінації Масаюкі Морі      | Нагороди та номінації Масаюкі Морі |
| Рік                                | Категорія                          | Фільм                                   | Результат                          |
| ---------------------------------- | ---------------------------------- | --------------------------------------- | ---------------------------------- |
| Премія Kinema Junpo                |                                    |                                         |                                    |
| 1956                               | Найкращий актор                    | Хмари, що пливуть                       | Перемога                           |
| Премія «Майніті»                   |                                    |                                         |                                    |
| 1948                               | Найкращий актор                    | Бал у будинку Андзьо                    | Перемога                           |
| 1961                               | Найкращий актор другого плану      | Молодший брат та Погані сплять спокійно | Перемога                           |